# Federated States of Micronesia Football Association
La Federated States of Micronesia Football Association in inglese (FSMFA) (in italiano Associazione Calcio degli Stati Federati di Micronesia) è l'ente che governa il calcio negli Stati Federati di Micronesia.
Fondata nel 1999 è un membro associato sia alla FIFA, dal 2006, sia alla OFC. Controlla la Nazionale del paese.

## Calciatori professionisti
| N. |                       | Ruolo | Calciatore        |
| -- | --------------------- | ----- | ----------------- |
| 10 | Micronesia (bandiera) | A     | Robert Tawerlibeg |